# Charles E. Merrill
Charles Edward Merrill (* 19. Oktober 1885 in Green Cove Springs, Florida; † 6. Oktober 1956 in Southampton, New York) war ein US-amerikanischer Börsenmakler und als Investmentbanker einer der Gründer von Merrill Lynch & Co.

## Leben
Er war der Sohn des Arztes und Apothekenbesitzers Dr. Charles Merrill und Octavia Merrill, geb. Wilson. Seine frühe Kindheit verbrachte er an seinem Geburtsort, bevor die Familie 1898 zunächst nach Knoxville, Tennessee und noch im selben Jahr nach Jacksonville in Florida übersiedelte. Nachdem die Schule, die er dort besuchte, im großen Feuer von 1901 niederbrannte, wurde er in eine von der John B. Stetson University betriebene High School geschickt, wo er bis 1903 blieb und danach für sein Abschlussjahr an die  Worcester Academy wechselte. Nach zweijähriger Ausbildung am Amherst College besuchte er die University of Michigan Law School von 1906 bis 1907. Anschließend arbeitete er von 1907 bis 1909 bei Patchogue-Plymouth Mills und von 1909 bis 1913 bei George H. Burr & Co. in New York City. Am 6. Januar 1914 gründete er seine eigene Bank, Charles E. Merrill & Co. Sechs Monate später schloss sich ihm sein Freund Edmund C. Lynch an, sodass der Name der Bank 1915 zu Merrill, Lynch & Co. (zunächst mit einem Komma) geändert wurde.
Als einer der ersten Wall-Street-Bankiers sagte er den Schwarzen Donnerstag von 1929 voraus, den folgenreichsten Börsenkrach der Geschichte.